# Euro-Atlantische Partnerschapsraad
De Euro-Atlantische Partnerschapsraad (Engels: Euro-Atlantic Partnership Council, EAPC) is een NAVO-instelling en opgericht als een multilateraal forum om de relaties tussen de NAVO-landen en de niet-NAVO-landen in Europa en die delen van Azië die gelegen zijn in de Europese periferie. De lidstaten komen bijeen om samen te werken en overleg te voeren over een reeks van politieke en veiligheidskwesties. De raad werd gevormd op 29 mei 1997 als de opvolger van de Noord-Atlantische Samenwerkingsraad (NACC) en werkt samen met de Partnerschap voor Vrede (PfP), beide opgericht na de Koude Oorlog in respectievelijk 1991 en 1994. 

## Leden

Kaart met leden van de Euro-Atlantische Partnerschapsraad

De organisatie heeft 50 leden, waarvan 28 NAVO-landen en 22 partnerlanden. De partnerlanden zijn:
- 6 landen die een kapitalistische economie bezaten tijdens de Koude Oorlog (maar militair neutraal waren):
  -  Finland
  -  Ierland
  -  Malta
  -  Oostenrijk
  -  Zweden
  -  Zwitserland
- 12 voormalige sovjetrepublieken: 
  -  Armenië
  -  Azerbeidzjan
  -  Georgië
  -  Kazachstan
  -  Kirgizië
  -  Moldavië
  -  Oekraïne
  -  Oezbekistan
  -  Rusland
  -  Tadzjikistan
  -  Turkmenistan
  -  Wit-Rusland
- 4 van de voormalige Joegoslavische naties: 
  -  Bosnië en Herzegovina
  -  Noord-Macedonië[1]
  -  Montenegro
  -  Servië